# Алабас (Карагандинская область)
Алаба́с (каз. Алабас) — село в Бухар-Жырауском районе Карагандинской области Казахстана, входит в состав Акбелского сельского округа. Код КАТО — 354073200.

## География
Населённый пункт расположен на северо-востоке района, в 11,9 километрах (по автодороге) к северу от административного центра сельского округа села Акбел, в 41 километрах к северу от районного центра посёлка Ботакара и в 103 километрах к северо-востоку от областного центра города Караганда. Соседние населённые пункты: Акбел в 9,8 километрах к югу. Транспортное сообщение осуществляется по автомобильной дорогой областного значения КМ-13 «Алгабас—Акбел—Умуткер км 0-40». Абсолютная высота центра населённого пункта — 531 метров над уровнем моря.

## Население
| Численность населения | Численность населения | Численность населения | Численность населения |
| 1989                  | 1999                  | 2009                  | 2021                  |
| --------------------- | --------------------- | --------------------- | --------------------- |
| 268                   | ↘171                  | ↘78                   | ↘27                   |